# Новороссийско-Таманская операция
Новороссийско-Таманская операция (Новороссийско-Таманская стратегическая наступательная операция) — стратегическая наступательная операция Рабоче-Крестьянской Красной Армии против вермахта в ходе Великой Отечественной войны с 9 сентября по 9 октября 1943 года (некоторые авторы полагают датой начала операции 10 сентября 1943 года). Заключительная часть битвы за Кавказ.

## Предыстория и планы сторон
В результате наступательных боёв в течение весны и лета 1943 года войска Северо-Кавказского фронта вплотную подошли к сильно укреплённому рубежу гитлеровцев на подступах к Таманскому полуострову — «Голубой линии» (в немецких источниках — оборонительный рубеж «Готенкопф»). На этом рубеже оборонялись войска 17-й немецкой армии группы армий «А».
Изолированное положение 17-й немецкой армии на Таманском полуострове порождало реальную возможность её полного уничтожения, после чего советские войска могли бы приступать к освобождению Крыма, овладение которым кардинально бы меняло всю стратегическую обстановку в Причерноморье. Советское командование пыталось это сделать, предпринимая неоднократные попытки прорвать рубеж «Готенкопф»: в апреле, с 26 мая по 7 июня, в конце июня — начале июля, 7—12 августа. Все они не увенчались успехом. 13 августа 1943 года Ставка ВГК издала директиву командующему Северо-Кавказскому фронту активные действия прекратить и готовить войска к наступательной операции.
Немецкое командование сознавало угрозу для своей 17-й армии, и всё лето 1943 года велись споры о её дальнейшей судьбе — переправлять армию в Крым или продолжать удерживать Таманский полуостров. В итоге возобладали сторонники второго варианта, поскольку 17-я немецкая армия привлекала на себя значительные силы советских войск, прикрывала стратегически важный Крымский полуостров, а с аэродромов Крыма и Тамани люфтваффе имело возможность наносить удары по районам советской нефтедобычи на Северном Кавказе и по важным промышленным центрам юга Украины.
Но победа советских войск в Курской битве, после которой последовало стратегическое наступление одновременно нескольких советских фронтов на центральном и южном участках советско-германского фронта, начавшееся в августе 1943 года успешное советское наступление в Донбассе (в том числе и по побережью Азовского моря) значительно ухудшили положение немецких войск на Кубани. Все немецкие резервы бросались в бой на Украине и в центральной России, поддерживать войска на Таманском полуострове в случае нового советского наступления было нечем. К началу сентября немецкое командование решило вывести 17-ю армию с Таманского полуострова.
В конце августа 1943 года Ставка ВГК приказала Северо-Кавказскому фронту готовить операцию по окончательному разгрому 17-й немецкой армии. В соответствии с планом операции 18-я армия совместно с силами Черноморского флота наносила удар на Новороссийск и далее наступала на Верхнебаканский и Анапу, охватывая с юга обороняющиеся на рубеже «Готенкопф» главные силы 17-й армии. Затем переходили в наступление главные силы фронта: 56-я армия наносила удар южнее реки Кубани на станицы Гладковскую и Гостагаевскую, 9-я армия — удар севернее Кубани на Курчанскую и город Темрюк. Тем самым немецкая оборона рассекалась на две или три изолированные друг от друга группировки, которые уничтожались бы затем по частям. Фронт имел задачу не допустить отхода 17-й немецкой армии в Крым и полностью уничтожить её в районе Тамани.

## Силы сторон
СССР
- Северо-Кавказский фронт (командующий генерал-полковник Петров И. Е.):
  - 18-я армия (генерал-лейтенант Леселидзе К. Н.)
  - 56-я армия (генерал-лейтенант Гречко А. А.)
  - 9-я армия (генерал-майор Гречкин А. А.)
  - 4-я воздушная армия (генерал-лейтенант авиации Вершинин К. А.
- Черноморский флот (командующий вице-адмирал Владимирский Л. А.)
  - Новороссийская военно-морская база (командир контр-адмирал Холостяков Г. Н.)
  - Керченская военно-морская база 2-го формирования (командир капитан 1-го ранга Рутковский В. И.)
  - часть сил ВВС Черноморского флота (командующий генерал-лейтенант авиации Ермаченков В. В.)
  - Азовская флотилия (командующий контр-адмирал Горшков С. Г.)

Общая численность советских войск перед началом наступления составляла 317 400 человек, 4 435 орудий и миномётов, 314 танков и САУ, 683 самолёта. В операции также было задействовано около 150 кораблей, катеров и вспомогательных судов Черноморского флота и Азовской военной флотилии.
Входившая в состав Северо-Кавказского фронта 58-я армия в ходе операции занимала оборону по побережью Азовского моря в районе Приморско-Ахтарск — Ейск и в операции не участвовала.
Германия
- 17-я армия (командующий генерал инженерных войск Эрвин Йенеке) из состава группы армий «А» (командующий генерал-фельдмаршал Эвальд фон Клейст):
  - 49-й горнострелковый корпус
  - 44-й армейский корпус
  - 5-й армейский корпус
  - 5-й кавалерийский корпус (Румыния)
  - 4 отдельные немецкие «боевые группы» и ряд отдельных частей армейского подчинения
  - оперативный резерв в Крыму (румынский горнострелковый корпус — 3 дивизии, немецкая 5-я авиаполевая дивизия)
- часть сил 4-го воздушного флота (генерал-полковник Отто Десслох)
- часть сил Командующего адмирала на Чёрном море (Admiral Schwarzes Meer) (вице-адмирал Густав Кизерицки) Командования группы ВМС «Юг»

Немецко-румынские войска насчитывали 15 пехотных (в том числе 5 румынских) дивизий, 1 румынскую кавалерийскую дивизию. В их составе (с учётом оперативного резерва в Крыму) насчитывалось свыше 400 000 человек, 2 860 орудий и миномётов, более 100 танков и штурмовых орудий, около 300 боевых самолётов. На начало операции в портах Тамани и Крыма находилось около 200 кораблей (катера, быстроходные десантные баржи, артиллерийские баржи и др.).
Немецкие войска занимали мощный оборонительный рубеж «Готенкопф», строившийся ими около полугода и уже выдержавший несколько попыток советских войск его прорвать. Он проходил по кубанским плавням, лиманам, болотам, а в южной части — по горно-лесистой местности. Состоял из двух полос обороны общей глубиной 20—25 километров, насыщен опорными пунктами и дотами, все они были связаны между собой системой траншей. Главная полоса обороны имела по 3—4 позиции, каждая из которых прикрывалась минными полями и 3—6 рядами проволочных заграждений. Вторая полоса обороны проходила в 10—15 километрах за первой. Также были построены несколько тыловых оборонительных рубежей. Основным ключом обороны Таманского полуострова немцы считали Новороссийск, который был превращён в один огромный узел обороны: вокруг города проходили два оборонительных рубежа, в городе дома и целые кварталы оборудованы под опорные пункты, по берегу Цемесской бухты построены противодесантные укрепления.

## Начало советского наступления
В ночь на 10 сентября началась Новороссийская десантная операция. Катера Черноморского флота под ураганным огнём прорвались в Цемесскую бухту и высадили в порту Новороссийска морской десант. Десантники завязали упорный бой и в отдельных местах прорвались в город. Одновременно перешли в наступление Восточная ударная группа 18-й армии (со стороны цементного завода «Октябрь») и Западной ударной группы (с плацдарма «Малая земля» у посёлка Мысхако), но прорвать немецкую оборону ни одна из них не смогла. 11 сентября перешла в наступление 9-я советская армия севернее реки Кубань. 11—13 сентября обе стороны спешно вводили в бой всё новые и новые резервы в Новороссийске, где сражение достигло небывалой ожесточённости, в итоге советские войска хотя и медленно, но вытесняли немцев с занимаемых рубежей. 14 сентября перешла в наступление 56-я армия. 15 сентября в битве за Новороссийск произошёл перелом — войска 18-й армии наконец смогли глубоко вклиниться в немецкую оборону, и под угрозой окружения немецкое командование вынуждено было отводить свои войска. 16 сентября Новороссийск был полностью освобождён.
18-я советская армия со стороны Новороссийска начала продвижение в обход «Голубой линии» с юга. На центральном участке фронта наибольшего вклинения в немецкую оборону удалось добиться 56-й армии, которая освободила мощные узлы обороны Киевское, Молдаванское и Неберджаевская. Поняв, что дальнейшее удержание «Голубой линии» теряет смысл, командующий 17-й армией отдал приказ об отходе. Немецкие войска отходили организованно, от рубежа к рубежу, под прикрытием сильных арьергардов, удерживавших наиболее удобные позиции между многочисленными лиманами и озёрами. 21 сентября 18-я армия при содействии десанта Черноморского флота освободила город Анапу. 25—26 сентября для ускорения продвижения советских войск Черноморский флот высадил десант в районе Благовещенская — Солёное, а Азовская военная флотилия высадила Темрюкский десант. В результате к началу октября немецко-румынские войска были вытеснены на Таманский полуостров, где сумели приостановить советское наступление (здесь в полосе 25 километров держали оборону сразу 5 немецких дивизий). Всё это время велась непрерывная эвакуация войск и военного имущества через Керченский пролив в Крым. Отрезать немецкие войска от переправ и разгромить их на Таманском полуострове не удалось, поскольку среднесуточный темп наступления советских войск не превышал 5—6 километров.

## Завершающий этап (2-9 октября)
Возобновив после короткой перегруппировки и подтягивания резервов наступление, 56-я армия в ночь на 2 октября форсировала рукав Кубани Старая Кубань. Вражеская оборона между Ахтанизовским лиманом и Кизилташским лиманом была смята. В одно и то же время войска 56-й армии вели наступление у Старотитаровской, а части 18-й армии наступали по южному берегу полуострова. 18-я армия прорвала оборону немцев у станицы Веселовки и 3 октября освободила Тамань. 4 октября 56-й армией была освобождена станица Вышестеблиевская.
Затем войска 56-й армии повернули в тыл частям противника, оборонявшимся на севере Таманского полуострова против советской 9-й армии. Так совместными усилиями таманская группировка немецко-румынских войск была расколота на две части. В ночь на 7 октября враг оставил Ахтанизовскую и отошёл в район Кучугур. У Кучугур и Фонталовской развернулись завершающие бои на Таманском полуострове. Части прикрытия эвакуации немецких войск в этом районе были уничтожены. К 9 октября Таманский полуостров был полностью очищен от немецко-румынских войск.
Авиация 4-й воздушной армии и Черноморского флота пытались сорвать эвакуацию войск 17-й немецкой армии через Керченский пролив, заявив о потоплении в проливе свыше 200 плавсредств с войсками и военными грузами. Однако немецкие источники значительных потерь при переправе через пролив не признают и полагают эвакуацию проведённой успешно.
Завершающим сражением операции стал десант на косу Тузла 6—9 октября, овладение которой обеспечило исходные рубежи для предстоящего десанта в Крым.

## Потери сторон
За весь период операции потери 17-й немецкой армии составили около 19 000 человек только убитыми и пленными. По сообщениям Советского Информбюро в 1944 году, общие потери немецко-румынских войск составили до 58 000 человек, в плен было захвачено 2 500 человек, также захвачены 337 орудий, 229 миномётов, потоплены 52 корабля и судна. В официальных исторических работах постсоветского периода данные о потерях противника в Новороссийско-Таманской операции были откорректированы — свыше 30 000 убитых и около 4 000 пленных.
По донесению начальника штаба 17-й немецкой армии генерала Вольфа-Дитриха фон Ксиландера, потери этой армии за период с 10 сентября по 9 октября 1943 года были меньше: немецкие потери — 921 убитыми, 3729 ранеными и 250 пропавшими без вести; румынские потери — 109 убитыми, 470 ранеными, 32 пропавшими без вести (итого общие потери 5 592 человек).
Потери советских войск в людях составили: безвозвратные — 14 564 человек, санитарные — 50 946 человек, общие 65 510 человек; среднесуточные потери составляли 2 184 человек. Потери в вооружении и в боевой технике насчитывались в 4,5 тысяч единиц стрелкового вооружения, 111 танков и САУ, 70 орудий и миномётов, 240 боевых самолётов.

## Итог операции

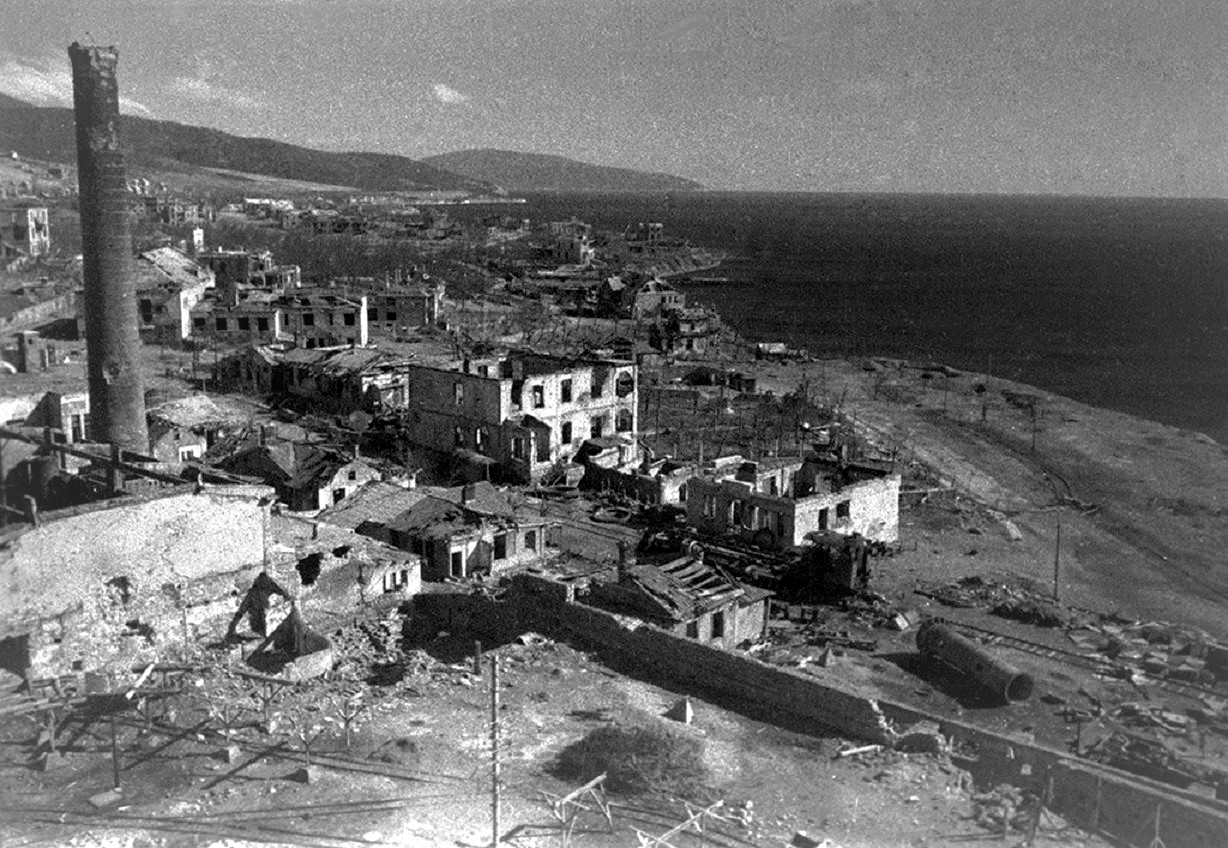
Новороссийск после освобождения, сентябрь 1943 года.

В результате операции завершено освобождение Таманского полуострова от немецко-румынской оккупации, советские войска вышли на исходные рубежи для освобождения Крымского полуострова. Немецкое командование было вынуждено полностью вывести из Азовского моря все свои боевые корабли. Северо-Кавказский фронт прекратил существование, значительная часть войск из его состава переброшена для развития наступления на Украине. Улучшились условия базирования и боевые возможности для Черноморского флота.
В то же время уничтожить 17-ю немецкую армию на Таманском полуострове советским войскам не удалось, немцы эвакуировали через Керченский пролив практически всю живую силу и технику армии, а также большое количество военного имущества, уничтожив только фураж, часть топлива, железнодорожное имущество.

## Мемуары участников
- Горшков С. Г. На южном приморском фланге (осень 1941 г. — весна 1944 г.). — М.: Воениздат, 1989.
- Гречко А. А. Битва за Кавказ. — М.: Военное издательство, 1967.
- Холостяков Г. Н. Вечный огонь. — Минск.: 1980.